# Романенко Степан Дмитрович
Степан Дмитрович Романенко (1891, Харків — 1974, Харків) — український радянський футболіст (воротар), арбітр, викладач. Віце-чемпіон РРФСР 1922, триразовий чемпіон УРСР у складі збірної Харкова. Суддя всесоюзної категорії (1934), заслужений майстер спорту СРСР (1947). Директор Київського інституту фізкультури (1943—1945).

## Життєпис

### Футболіст
З 1911 року грав у воротах харківської команди «Штандарт», був її капітаном. Потім виступав за місцеві «Штурм» (1913—1918), «Вікторія», «Рабіс» (рос. Рабис — работники и служащие) і «Динамо». Багаторазовий чемпіон Харкова.
1914—1918 рр. — учасник Першої світової війни.
Грав за збірну Харкова (1913—1923), з якою тричі вигравав чемпіонат УРСР (1921, 1922, 1923) і посів друге місце в чемпіонаті РРФСР 1922 року, а також за збірну УРСР (1920—1923).

### Суддя
Судити матчі почав ще перед Першою світовою. 11 серпня 1914 року харківська ліга видала Романенкові посвідчення № 6, що підтверджувало його звання рефері класу А.
Один із перших у СРСР і перший у Харкові суддя всесоюзної категорії (тримав це звання 14 березня 1934). У ранзі головного арбітра провів 6 матчів вищої ліги СРСР (1936, 1938—1939), у яких призначив 2 пенальті та вилучив 1 гравця.
1914 року був серед організаторів, а згодом працював керівником (1936, 1938—1939) Харківської колегії суддів. З 1935 — член головної суддівської комісії Колегії суддів Вищої Ради фізичної культури України. Голова Колегії суддів УРСР у 1944—1954 та 1959—1961 роках.
Любив грати в хокей, де виступав як польовий гравець. На воротах же під час хокейних баталій стояв інший відомий харківський рефері — Лев Йоселевич.
Брав участь у створенні стадіону на Іванівці (сьогодні там розташований Палац спорту «Локомотив» ім. Георгія Кірпи) і тамтешнього футбольного колективу «Робочий» («Желдор», «Червоний залізничник»). Там само зібрав першу в Україні жіночу хокейну команду.

### Функціонер і педагог
Із 1918 р. працював в Управлінні Харківського навчального округу. Того таки року екстерном склав іспити за повний курс гімназії. У 1920-х став одним із перших випускників Всеукраїнських курсів викладачів фізкультури, а потім, як і личить відмінникові, й сам викладав для учасників курсів. Працював інструктором зі спорту при Всевобучу, одночасно — тренером з футболу.
1921 р. С. Романенка обрали членом Всеукраїнського олімпійського комітету. 1923 року разом із В. Вацеком розробив перші правили гри у гандбол в Україні. Заступник голови гандбольної ліги Харкова (1923), член президії Харківської секції гандболу (1925). 1925 року з Леонідом Ордіним брав участь у розробленні нових правил гри в гандбол. Учасник української делегації, що брала участь у Фінському робітничому святі 1927 р.
Із відкриттям Всеукраїнського інститут фізичної культури він очолив (у 1934 р.) кафедру спортивних ігор. Одночасно, з 1935 р. очолював відділення футболу при Вищій школі тренерів. Був заступником голови республіканської секції (федерації) футболу. До 1941 року був серед керівників Харківської міської футбольної секції та колегії суддів.
На початку німецько-радянської війни вступив добровольцем в один із винищувальних батальйонів Харкова. Згодом отримав направлення в госпіталь як методист лікувальної фізкультури. Із відвоюванням Києва туди перевели інститут фізкультури, а першим його директором призначено Романенка: у його особовій справі, яка знаходиться в архіві НУФВСУ, збереглася розписка про те, що він приступив до виконання обов'язків директора інституту 27 грудня 1943 р. Залишив означену посаду в лютому 1945 р. і посів кафедру спортивних ігор у ньому таки, яку очолював до 1960 року.1944 — 1959 голова Секції Футболу УРСР. Далі там таки КІФК працював на посаді доцента до 1964 р., коли вийшов на пенсію. Одначе ще до 1973 р. продовжував періодично викладати в інституті фізкультури.
Заслужений майстер спорту СРСР (наказ № 348 від 26.04.1947 р.).